# Symphonaire Infernus et Spera Empyrium
Symphonaire Infernus et Spera Empyrium er den anden ep af det britiske death/doom metal-band My Dying Bride, som blev udgivet i marts 1992, kun nogen få måneder efter de havde skrevet kontrakt med pladeselskabet Peaceville Records. Sangene blev også udgivet på vinyl og bånd. Dave McKean stod for designet af ep'ens omslag, og blev også designer for nogen af de efterfølgende udgivelser som As the Flower Withers og The Thrash of Naked Limbs.
Symphonaire Infernus et Spera Empyrium var også My Dying Brides første udgivelse som et band på fem medlemmer, da bassisten Adrian Jackson fik sit debut. Titelsporet blev oprindelig indspillet til bandets første demo Towards the Sinister. Denne version kan findes på opsamlingsalbummet Meisterwerk 1. Sporerne "God is Alone" og "De Sade Soliloquay" var begge taget fra singlen "God is Alone." Disse versioner er aldrig blevet genudgivet. 
Ep'en blev også udgivet som et led i udgivelsen af det begrænsede antal bokssæt The Stories sammen med bandets andre ep'er The Thrash of Naked Limbs og I Am the Bloody Earth. I 1995 blev alle tre ep'er udgivet på opsamlingsalbummet Trinity.

## Sporliste

### CD
1. "Symphonaire Infernus et Spera Empyrium"  – 11:39
2. "God Is Alone"  – 4:51
3. "De Sade Soliloquay"  – 3:42

### Vinyl
1. Symphonaire Infernus et Spera Empyrium Act 1
2. Symphonaire Infernus et Spera Empyrium Act 2

### Bånd
1. Symphonaire Infernus et Spera Empyrium  – 11:39
2. God Is Alone  – 4:51
3. De Sade Soliloquay  – 3:42

## Musikere
- Aaron Stainthorpe – Vokal
- Andrew Craighan – Guitar
- Calvin Robertshaw – Guitar
- Adrian Jackson – Bas
- Rick Miah – Trommer
- Martin Powell – Violin (Studiemusiker)
- Omslagsdesign af Dave McKean